# Meteorologischer Dienst der DDR

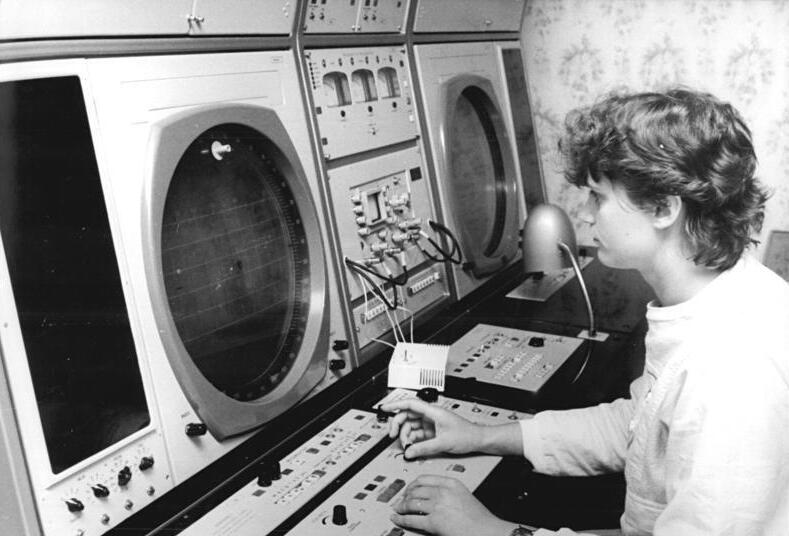
Mitarbeiterin an einer Wetterradarstation, 17. August 1988, Neuhaus am Rennweg

Der Meteorologische Dienst der Deutschen Demokratischen Republik war der Wetterdienst der DDR von 1950 bis 1990.

## Geschichte
Seit 1945 wurde ein Meteorologischer Dienst in der Sowjetisch Besetzten Zone aufgebaut. Dieser war vor allem für die Wettervorhersage und Wetterforschung zuständig. Die Zentrale befand sich in Potsdam, wo auch das Meteorologische Zentralobservatorium stand. Daneben gab es eine Außenstelle in Leipzig sowie zahlreiche Observationsstationen an verschiedenen Orten.
Am 1. Januar 1950 wurde der Meteorologischer Dienst der Deutschen Demokratischen Republik gegründet. Seit 1951 hieß er Meteorologischer und Hydrologischer Dienst der DDR, seit 1964 trug er wieder die vorherige Bezeichnung Meteorologischer Dienst der DDR. Er arbeitete eng mit den Meteorologischen Instituten an Universitäten und der Meteorologischen Gesellschaft der DDR zusammen.
Am 3. Oktober 1990 wurden seine Institutionen dem Deutschen Wetterdienst angeschlossen.

## Publikationen

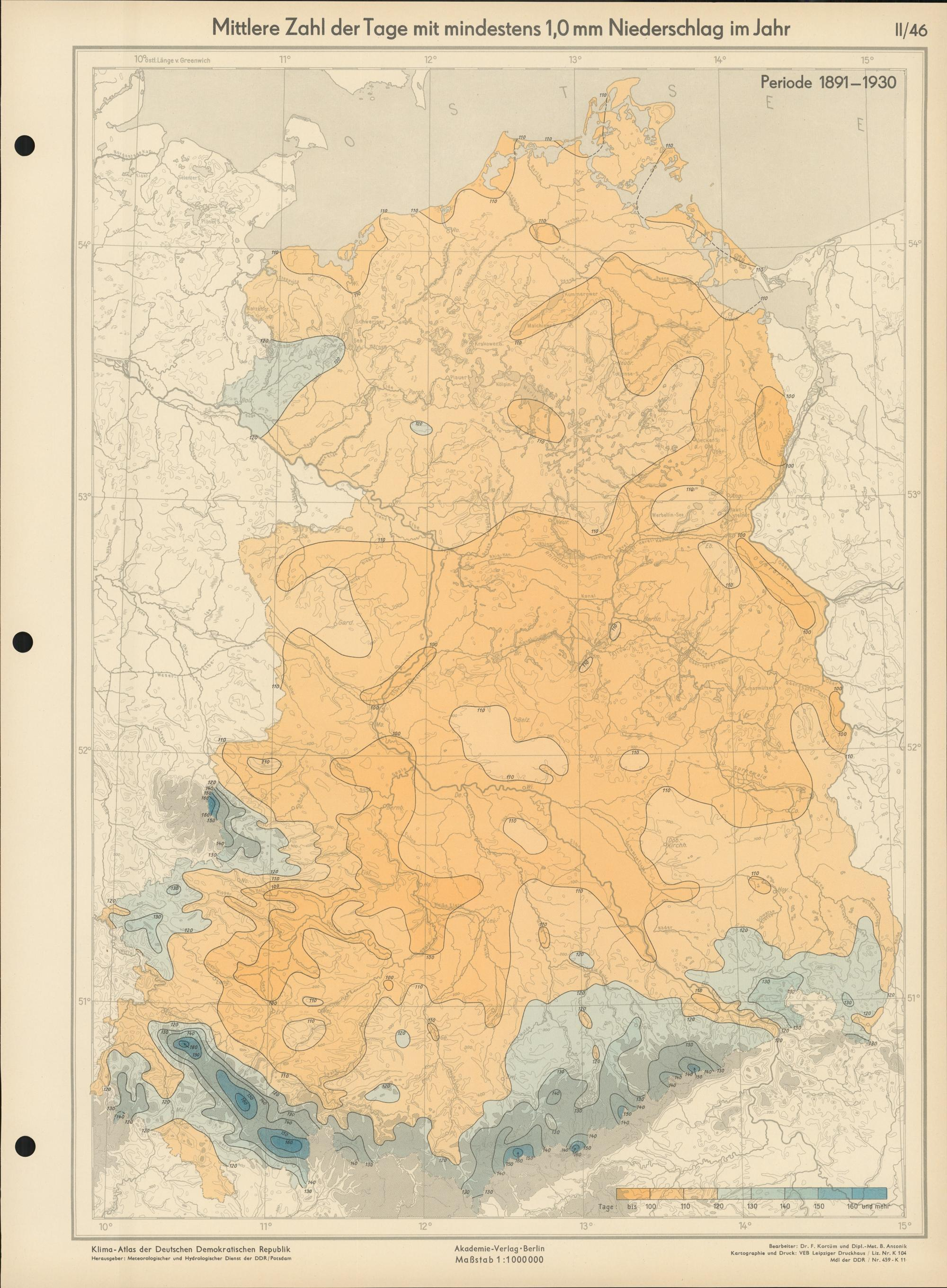
Auszug aus dem Klima-Atlas für das Gebiet der Deutschen Demokratischen Republik: Mittlere Zahl der Tage mit mindestens 1,0 mm Niederschlag im Jahr

Der Meteorologische Dienst der DDR veröffentlichte zahlreiche Einzelpublikationen und mehrere regelmäßig erscheinende Publikationsreihen und
Publikationsreihen
- Täglicher Wetterbericht, 1947–1990
- Abhandlungen des Meteorologischen Dienstes der DDR (Einzelbände)
- Veröffentlichungen des Meteorologischen und Hydrologischen Dienstes der DDR
- Zeitschrift für Meteorologie, zusammen mit Meteorologische Gesellschaft der DDR
- Deutsches meteorologisches Jahrbuch

Weitere Veröffentlichungen (Auswahl)
- Meteorologischer und Hydrologischer Dienst der Deutschen Demokratischen Republik (Hrsg.): Klima-Atlas für das Gebiet der Deutschen Demokratischen Republik. Akademie-Verlag, Berlin 1953 (dwd.de).
- Klimadaten der Deutschen Demokratischen Republik. Ein Handbuch für die Praxis.
  - Reihe A: Grundlagen und Begriffe. 2. Auflage, Potsdam 1986, Digitalisat
  - Reihe B:
    - Band 1: Lufttemperatur. Potsdam 1980, Digitalisat, 2. Auflage 1987, Digitalisat.
    - Band 2: Bodentemperatur. Potsdam 1986, Digitalisat.
    - Band 3: Strahlung und Bewoelkung. Sonnenstrahlung auf geneigte Südflächen : Potsdam 1977/81. Potsdam 1987, Digitalisat.
    - Band 3: Strahlung und Bewoelkung. Sonnenscheindauer. Potsdam 1983, Digitalisat.
    - Band 4: Wind. Potsdam 1983, 2. Auflage, Potsdam 1989, Digitalisat.
    - Band 5: Luftfeuchte. Potsdam 1985, Digitalisat.
    - Band 6: Verdunstung. Potsdam 1984, Digitalisat.
    - Band 8: Niederschlag. Potsdam 1988, Digitalisat.
    - Band 9: Schnee. Potsdam 1988, Digitalisat.
    - Band 10: Bodenfeuchte. Potsdam 1988, Digitalisat.
    - Band 11: Eisablagerungen. Potsdam 1988, Digitalisat.
    - Band 14: Klimatologische Normalwerte 1951/80. Potsdam 1987, Digitalisat.

## Direktoren
- Horst Philipps, 1950–1962
- Wilhelm Ortmeyer, 1962–1967
- Wolfgang Böhme, 1967–1990